# Aljamiado

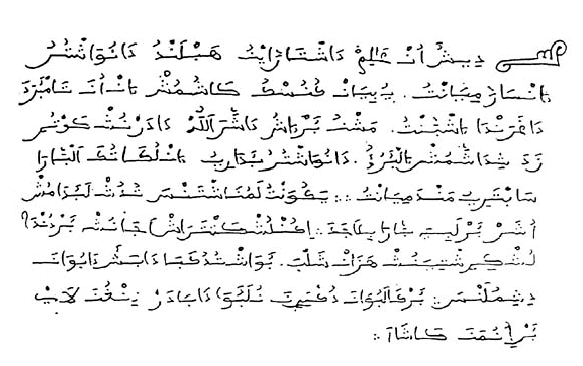
Texte rédigé en aljamiado de Mancebo de Arévalo du XVIe siècle.

L’aljamiado, ou mieux la aljamiada ou aljamiat, est un adjectif dérivé du substantif espagnol la aljamía, lui-même de l’arabe al-âajamía العجميّه (soit la « langue d’un âajam », c'est-à-dire la langue d’un non-Arabe voire d'un Persan et ici d'un hispanophone), et désigne le procédé qui consiste à écrire, au moyen de l’alphabet arabe, la langue romane des habitants de l’Espagne durant l'époque tardive d’Al-Andalus.

## Présentation

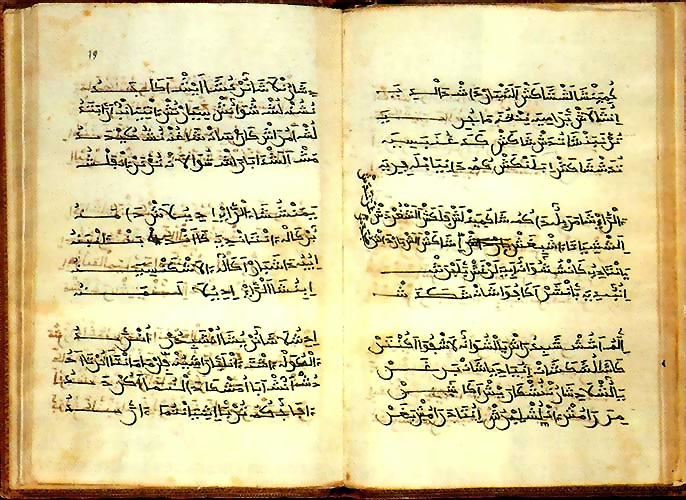
Manuscrit du Poème de Youssouf.

Même si la langue de l'administration était alors l'arabe, le latin n'a jamais cessé d'être pratiqué ; cette langue romane, parlée en des terres non encore reconquises par la Castille ou par l'Aragon, s'écrivait alors avec des caractères arabes, du fait de la grande influence de l'arabe écrit et de l'oubli des caractères latins.
Nous disposons d'un nombre assez important d'écrits réalisés avec cette écriture qui retranscrivent la langue romane de tout Al-Andalus. Parmi ces écrits se détachent notamment l'importance des divans ou diouanes (recueils de poèmes).

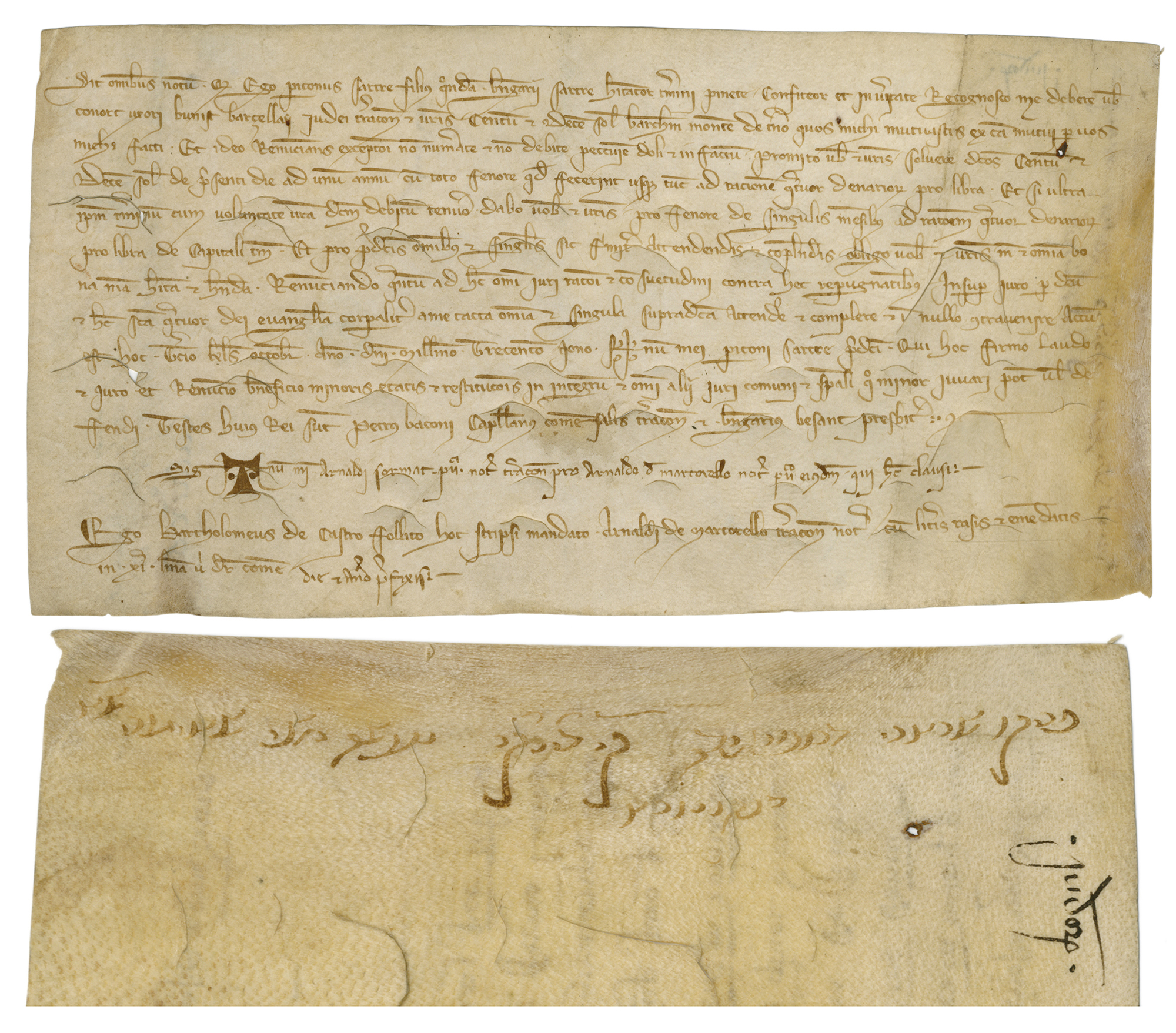
Parchemin écrit notamment avec des caractères hébraïques (aljamiat), faisant référence à l'obligation signée par Pericó Sartre, fils de feu Berenguer Sartre, de la commune de La Pineda (près de Vila-seca en Tarragone), de 110 sous catalans de Barcelone, monnaie de tern,, en faveur de Conort, épouse de Bunist Barçelay, Juif de Tarragone, le 3 octobre 1309

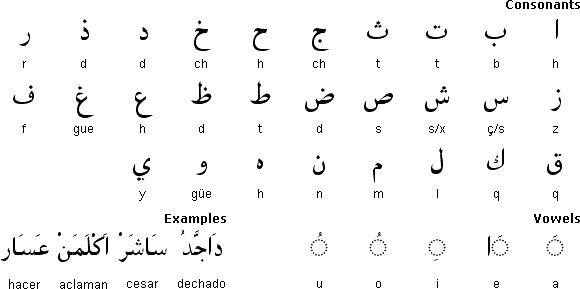
Transcription.

Le glossaire de Jueus de Cataluna, publié aux Presses universitaires de Perpignan, donne également les vocables aljamiat pour l'arabe (et aljamiada pour le catalan) « qualifiant les documents anciens écrits en langue/s romane/s (castillan, catalan, portugais, etc.) avec des caractères arabes ».

## Alphabet

### En castillan
| ا  | ب   | ت   | ث   | ج    | ح | خ     | د | ذ   | ر |
| h  | v/b | t   | t   | j/ch | h | c/f/h | d | d   | r |
| ز  | س   | ش   | ص   | ض    | ط | ظ     | ع | غ   | ف |
| z  | ç/s | s/x | ç/s | ld   | t | d     | h | gue | f |
| ق  | ك   | ل   | م   | ن    | ه | و     | ي |     |   |
| qu | qu  | l   | m   | n    | h | güe   | i |     |   |

| ◌َ | ◌َا | ◌ِ | ◌ُ | ◌ُ |
| a | e  | i | o | u |

Exemple:
- دَاجَّدُ dechado
- سَاشَرْ césar
- اَكْلَمَنْ aclaman
- عَسَارْ hacer

### En portugais
| Arabe | API          | Arabe | API           |
| ----- | ------------ | ----- | ------------- |
| ب     | /b/, /p/     | غ     | /g/           |
| ت     | /t/          | ف     | /f/, /β/, /v/ |
| ج     | /ʒ/          | ق     | /k/           |
| د     | /d/          | ك     | /k/           |
| ر     | /r/          | ل     | /l/, /ɫ/ ʎ/   |
| ز     | /z/          | م     | /m/           |
| س     | /s/ (ç)      | ن     | /n/, /ɲ/      |
| ش     | /ʃ/, /s/ (s) | و     | /w/           |
| ص     | /s/          | ي     | /j/           |
| ط     | /t/          |       |               |

| Arabe | Nom   | API                |
| ----- | ----- | ------------------ |
| ◌َ,    | Fatḥa | /a/, /ɐ/, /e/, /ɛ/ |
| ◌ِ     | Kasra | /i/, /ɨ/, /e/      |
| ◌ُ     | Ḍamma | /u/, /o/, /ɔ/      |

Notes:
- Lorsque le e est précédé par un d, il s'écrit avec un kasra.
- Au sein d'une syllabe, deux consonnes ne peuvent pas s'écrire consécutivement (ex. sempre s'écrit sempere)
- Une voyelle nasale finale s'écrit comme une voyelle orale.
- La lettre s est transcrite par Shīn et ç par Sīn.

| Alphabet arabe | Translittération | Alphabet latin |
| -------------- | ---------------- | -------------- |
| ََكَىْ             | kay              | quem           |
| اَشارَىْ          | asharay          | acharem        |
| دِءوْشْ           | di'awsh          | Deus           |
| يَؤْ             | ya'w             | eu             |